# Zwei Kulturen
Unter dem Begriff Zwei Kulturen (englisch Two Cultures) wird die ursprünglich durch C. P. Snow 1959 vorgenommene Analyse des Wechselspiels von geisteswissenschaftlich-literarischer Kultur einerseits und naturwissenschaftlich-technischer Kultur andererseits verstanden.

## These
Snow zufolge stehen sich die beiden intellektuellen Denkwelten so diametral entgegen, dass eine Verständigung nicht mehr möglich sei. Dabei schreibt Snow den Geisteswissenschaftlern eine pessimistische, der Vergangenheit zugewandte und „im tieferen Sinne antiintellektuelle“ Geisteshaltung zu, der eine vorausblickende, optimistische Naturwissenschaft gegenüber stehe. Diese Dichotomie zwischen Naturwissenschaft (Erklären) und Geisteswissenschaft (Verstehen) spielt auch im Methodenstreit eine Rolle. In seinem Werk Die dritte Kultur (1995) verneint John Brockman den Pessimismus Snows und behauptet, dass eine effektive Kommunikation zwischen den beiden Kulturen in Sicht sei.

„Der Punkt, an dem zwei Themengebiete, zwei Disziplinen, zwei Kulturen – zwei Galaxien, könnte man auch sagen – zusammenstoßen, sollte kreative Gelegenheiten erzeugen. In der Geschichte der geistigen Tätigkeit war dies immer der Ort, an dem es zu einem der Durchbrüche kam. Nun gibt es solche Gelegenheiten. Aber sie existieren sozusagen in einem Vakuum, denn die Angehörigen der zwei Kulturen können nicht miteinander sprechen.“

## Werke
- C[harles] P[ercy] Snow: The Two Cultures and the Scientific Revolution. Cambridge: Cambridge University Press 1959. Deutsche Übersetzung: Die zwei Kulturen. Literarische und naturwissenschaftliche Intelligenz (Versuche; 10). Stuttgart: Klett 1967.